# Podoctidae
Famille
Les Podoctidae sont une famille d'opilions laniatores. On connaît plus de 130 espèces dans 57 genres.

## Distribution
Les espèces de cette famille se rencontrent en Asie, en Océanie et en Afrique.

## Liste des genres
Selon World Catalogue of Opiliones (01/07/2021) :
- Erecananinae Roewer, 1912
  - Erecanana Strand, 1911
  - Iyonus Suzuki, 1964
  - Lomanius Roewer, 1923
  - Paralomanius Goodnight & Goodnight, 1948
  - Strandibalonius Roewer, 1912
- Ibaloniinae Roewer, 1912
  - Asproleria Roewer, 1949
  - Austribalonius Forster, 1955
  - Ceylonositalces Özdikmen, 2006
  - Gargenna Roewer, 1949
  - Heteroibalonius Goodnight & Goodnight, 1947
  - Heteropodoctis Roewer, 1912
  - Holozoster Loman, 1902
  - Ibalonianus Roewer, 1923
  - Ibalonius Karsch, 1880
  - Leytpodoctis Martens, 1993
  - Orobunus Goodnight & Goodnight, 1947
  - Paramesoceras Roewer, 1915
  - Pentacros Roewer, 1949
  - Podoctinus Roewer, 1923
  - Proholozoster Roewer, 1915
  - Santobius Roewer, 1949
  - Sitalcicus Roewer, 1923
  - Waigeucola Roewer, 1949
- Podoctinae Roewer, 1912
  - Baramella Roewer, 1949
  - Baramia Hirst, 1912
  - Baso Roewer, 1923
  - Basoides Roewer, 1949
  - Bistota Roewer, 1927
  - Bonea Roewer, 1914
  - Borneojapetus Özdikmen, 2006
  - Centrobunus Loman, 1902
  - Dongmoa Roewer, 1927
  - Eupodoctis Roewer, 1923
  - Eurytromma Roewer, 1949
  - Gaditusa Roewer, 1949
  - Hoplodino Roewer, 1915
  - Idjena Roewer, 1927
  - Idzubius Roewer, 1949
  - Laponcea Roewer, 1936
  - Lejokus Roewer, 1949
  - Lundulla Roewer, 1927
  - Metapodoctis Roewer, 1915
  - Neopodoctis Roewer, 1912
  - Oppodoctis Roewer, 1927
  - Peromona Roewer, 1949
  - Podoctellus Roewer, 1949
  - Podoctis Thorell, 1890
  - Podoctomma Roewer, 1949
  - Podoctops Roewer, 1949
  - Pumbaraius Roewer, 1927
  - Sibolgia Roewer, 1923
  - Stobitus Roewer, 1949
  - Tandikudius Roewer, 1929
  - Trencona Roewer, 1949
  - Trigonobunus Loman, 1894
  - Tryssetus Roewer, 1936
  - Vandaravua Roewer, 1929

## Publication originale
- Roewer, 1912 : « Die Familien der Assamiiden und Phalangodiden der Opiliones-Laniatores. (= Assamiden, Dampetriden, Phalangodiden, Epedaniden, Biantiden, Zalmoxiden, Samoiden, Palpipediden anderer Autoren). » Archiv für Naturgeschichte, sér. A, vol. 78, no 3, p. 1–242 (texte intégral).